# Rhaconotus uzbekistanicus
Rhaconotus uzbekistanicus är en stekelart som beskrevs av Yuldashev 2004. Rhaconotus uzbekistanicus ingår i släktet Rhaconotus och familjen bracksteklar. Inga underarter finns listade i Catalogue of Life.